# Gran Paseo de Ronda (Lérida)
El Gran Paseo de Ronda (en catalán y oficialmente Gran Passeig de Ronda) es la principal arteria que cruza la ciudad de Lérida, España, con hasta 6 carriles en algunos tramos (3 en cada sentido), que une la autopista  AP-2  y la autovía  A-2  con la carretera nacional  N-230 .
Se encuentra ubicado en una de las zonas construidas de la nada después de la destrucción de la guerra civil española. Demográficamente, hace de separación de barrios de lujo a barrios de clase media, principalmente áreas de barrios populares.